# Grzyb Skalny w Zegartowicach

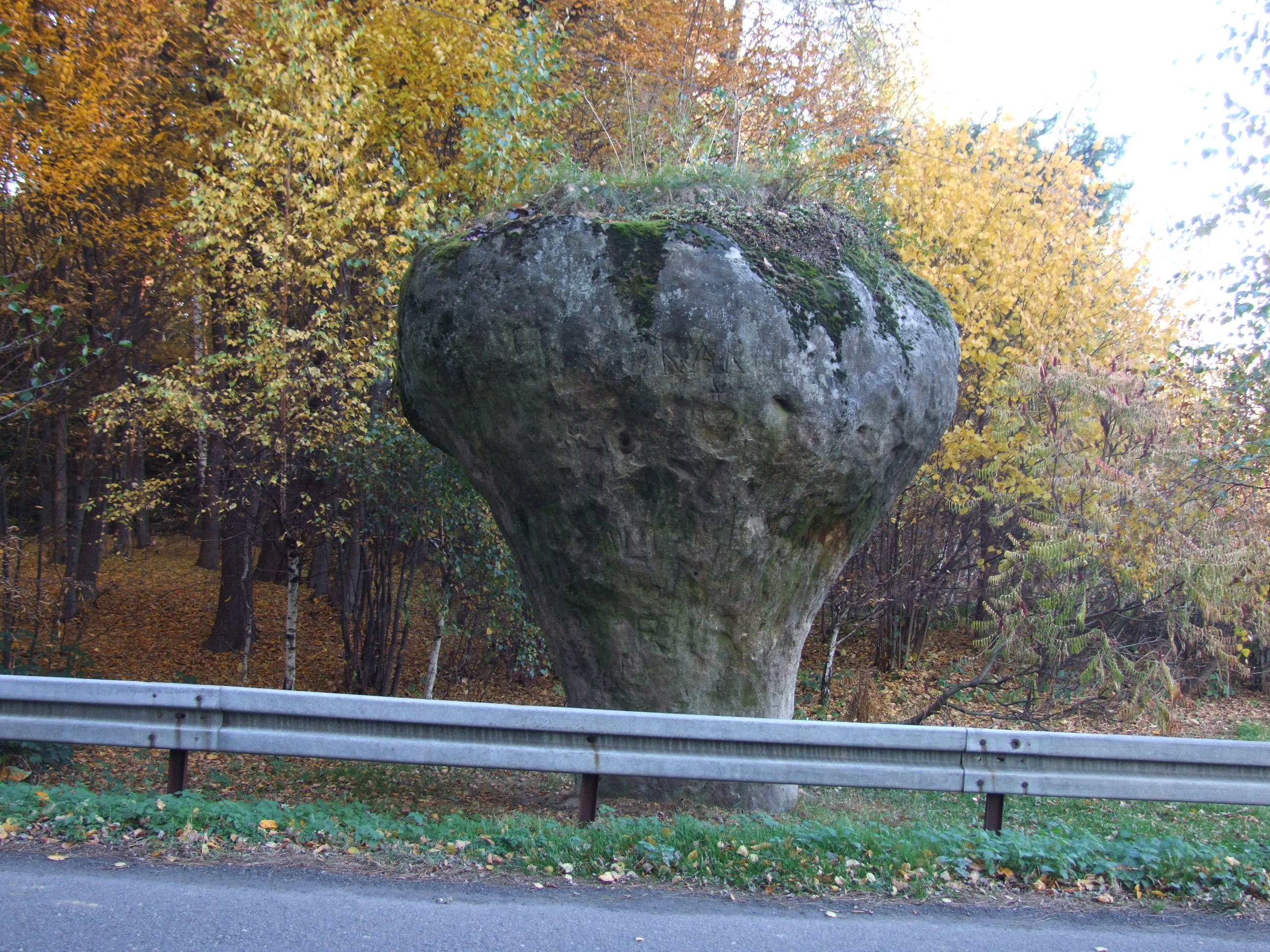

Grzyb skalny w Zegartowicach – oryginalna forma skalna w miejscowości Zegartowice w województwie małopolskim, powiecie myślenickim, gminie Raciechowice. Znajduje się na przysiółku Bigorzówka, tuż przy lokalnej drodze z Zegartowic do Mierzenia. Pod względem geograficznym znajduje się na Pogórzu Wiśnickim.
Jest to typowy grzyb skalny znajdujący się na pagórku o wysokości 322 m n.p.m. na granicy lasu i pól uprawnych. Ma wysokość 4,10 m, szerokość podstawy wynosi 1,70 m, a szerokość czapy 4 m. W całości zbudowany jest z ławicy piaskowca ciężkowickiego. Powstał z ostańca w wyniku wietrzenia. Przyczyną powstania charakterystycznego kształtu grzyba z wąską u dołu nasadą i szeroką u góry czapą były zróżnicowane warunki wietrzenia w górnej i dolnej części. Dolna część była bardziej wilgotna z powodu podsiąkania wody glebowej oraz bardziej narażona na wody okresowe (z opadów i topnienia śniegu), wskutek tego szybciej wietrzała. Skalny grzyb robi duże wrażenie. Ponieważ znajduje się na zakręcie drogi i wyłania się zza zakrętu nagle, bywał przyczyną płoszenia się koni ciągnących wóz, szczególnie wieczorem. Z tego też powodu miejscowa ludność dawniej chciała go obalić.
Grzyb w Zegartowicach przez miejscową ludność nazywany jest „Wylizanym kamieniem”. Zaskakuje swoim wyglądem, gdyż w całej okolicy brak jest jakichkolwiek wychodni skalnych. Jest też jedną z najbardziej oryginalnych form tego typu na całym Pogórzu Karpackim. W 1963 został uznany za pomnik przyrody nieożywionej. Czapa pokryta jest płytką warstwą ziemi i porośnięta roślinnością, która w okresie letnim, gdy zakwitają na niej kolorowe kwiaty, dodaje uroku skale.